# Рожка Мирослав Михайлович
Миросла́в Миха́йлович Ро́жка — полковник Збройних сил України.

## Нагороди
за особисту мужність і героїзм, виявлені у захисті державного суверенітету та територіальної цілісності України, вірність військовій присязі під час російсько-української війни, відзначений — нагороджений
- 27 червня 2015 року — орденом Богдана Хмельницького III ступеня